# Francesco Franchini (compositore)
Francesco Franchini (Siena, 1690 circa – Siena, 1757) è stato un compositore, organista e presbitero italiano.

## Biografia
Allievo dell'organista Domenico Franchini (1658-1706), suo zio, fu ordinato sacerdote. Visse prevalentemente a Siena, frequentando le famiglie aristocratiche locali, e nel 1706, alla morte dello zio, gli succedette come maestro di cappella dell'Opera di Provenzano. Compose soprattutto brani liturgici. Si dedicò tuttavia anche all'attività didattica, ed ebbe fra i suoi allievi Carlo Lapini. In vita Franchini era conosciuto in gran parte d'Europa ed ebbe rapporti di amicizia, fra gli altri, con Pietro Metastasio.

## Composizioni
- Introito per la festa della Ss. Vergine di Loreto, a quattro, a cappella con violini (1722)
- Maria Mater Gratiae, per alto solo con ripieni, altra a quattro pieno e breve (1726)
- Maria Mater Gratiae, Letanie e Tantum ergo, a due cori (1729)
- Maria Mater Gratiae, a quattro ed organo (1729)
- Sacerdotes Domini, offertorio a quattro pieno (1729)
- Le vergini sagge, oratorio su testo del conte Cosimo Pannocchieschi d'Elci (1736)
- Responsa hebdomadae maioris quatuor vocibus concinenda equiti Octavio Sansedonio insignis collegiatae in Provenzano rectori a quattro voci, con violone e trombone (1738)
- Don Chisciotte e Nerina, opera buffa (1752)
- Lauda Sion, a quattro, con due violini ed organo (1755)
- Veni Sancte Spiritus, a quattro, pieni (1755)
- Haec dies, a quattro, pieni, per la Pasqua, con organo
- Miserere di S. Pietro, a quattro, con organo
- Tantum ergo, a quattro, pieno; Tantum ergo, per alto solo e quattro voci, con organo
- ventisette Responsori per la Settimana santa, a quattro
- due Magnificat, a quattro, con basso continuo
- Magnificat, a quattro, concertato con basso continuo
- tre Inni, a quattro
- Confitebor, a quattro, con basso continuo
- Beatus vir, a quattro con basso continuo
- Veni Creator, a quattro, con basso continuo
- Salve Regina, a quattro, con basso continuo
- Antifone, a quattro, con basso continuo
- Laudate Dominum, a quattro, con basso continuo
- Credidi, a quattro, con basso continuo
- Graduale, a due, con organo
- Antifona Sancti perfidem, a quattro, con organo
- Dixit Dominus, a quattro, con organo
- Laudate pueri, a quattro, con organo
- Messa a due cori, a otto, con organo
- Messa con introito "Sapientiam", a quattro, con organo